# Балабуха Микола Миколайович
Бала́буха Мико́ла Микола́йович (20 липня 1853, Київ — помер після 1916 р.) — журналіст, редактор.

## Життєпис
Народився 20 липня 1853 року в Києві, в родині почесного громадянина, директора Державного банку. Онук Миколи Семеновича Балабухи. Навчався у класичній гімназії, військово-юридичній академії. Служив у військово-судовому та судовому відомствах судовим слідчим, а також присяжним повіреним у Санкт-Петербурзі.
Літературну діяльність розпочав у 1874 р. в газеті «Киевский телеграф». За численними криптонімами (Б., Н. Б., Н. Н. Б., Н.Б-ха, -ха) та псевдонімами («Нико», «Пчела», «Сармат») виступав у наступних періодичних виданнях: «Южный край», «Новое время», «Русский паломник», «Церковь и народ», «Голос истины», «Биржевые ведомости». Загальний обсяг авторських матеріалів за різні роки склав понад дві тисячі друкованих аркушів.
У 1889—1905 рр. видавав і редагував газету «Крим» у Сімферополі.
У «Звіті про діяльність Таврійського відділу Імператорського православного палестинського товариства за 1901—1902 рр.» відзначається збільшення складу відділу; серед нових членів фігурувало ім'я Миколи Балабухи.
У 1905 р. вступив до Київської духовної академії (КДА). У 1906—1907 рр. був секретарем редакції журналу «Церква та народ», (видавець — ректор КДА єпископ Платон Рождественський), беручи провідну участь у його діяльності. Брав участь у діяльності київського губернського відділу «Союза Русского Народа». Так, на його загальних зборах у березні 1908 року студент Київської духовної академії, кандидат права М. М. Балабуха виступив з промовою «О союзе (тесном) церкви православия и национализма».
У 1909 р. скінчив КДА зі ступенем кандидата (магістранта) богослов'я, захистивши працю «Давньоєврейське кримінальне законодавство та його непрямий вплив на „Руську Правду“» (два томи, 1447 сторінок).
По закінченні КДА призначений викладачем «історії викриття розколу» та викривального богослов'я до Псковської духовної семінарії.
7 жовтня 1909 р. був призначений на вакансію повітового місіонера 2-го району Ставропольської єпархії РПЦ, щойно відкриту єпархіальним з'їздом. Прибувши на місце служіння у листопаді, долучився лише до двох місійних поїздок єпархією як помічник єпархіального протисектантського місіонера, взявши участь у публічних і приватних бесідах із «сектантами» та проповіді Слова Божого.
В останній декаді грудня 1909 р. призначений спочатку виконувачем обов'язків, згодом — єпархіальним місіонером Кишинівської єпархії. У довідниках Бессарабії за 1909 р. згадується як «священик, протисектантський місіонер, церковний журналіст».
У січні 1910 р. подав біблійно-археологічне дослідження у двох томах на здобуття ступеня магістра богослов'я «Давньоєврейське кримінальне законодавство за Біблією та пам'ятками давньоєврейського передання», яке було визнано незадовільним; рада КДА ухвалила повернути працю автору для переопрацювання відповідно до зауважень рецензентів У 1911 р. подав на здобуття ступеня магістра кримінального права рукописний твір «Про посмертні покарання у давньоязичницькому, єврейському та християнському світі».
У травні 1913 р. виголосив доповідь про заселення Слобожанщини у петербурзькому товаристві «ревнителей истории». А в 1915-му виступав присяжним повіреним, як захисник княгині Урусової у справі проти готелю «Асторія» у Санкт-Петербурзі.

## Спогади
Про М. М. Балабуху збереглося кілька цікавих та курйозних спогадів.
Сергій Єфремов, «Праздник украинской интеллигенции (к открытию памятника И. П. Котляревскому)»: 
| На кафедре появляется харьковский присяжный поверенный г. Михновский с заявлением, что так как порученный ему кружком харьковской интеллигенции адрес написан на украинском языке, то в виду неразрешения г. городским головой чтения таких адресов, он готов подчиниться дискреционной власти председателя и читать адреса не будет; но зная в тоже время, что не существует закона, который воспрещал бы "прирожденному малороссиянину" говорить на своем родном языке, он, Михновский, просит о случившемся занести в протокол заседания и выписку из него выдать ему для обжалования этого незаконного воспрещения в Сенат. Усмотрев затем в поступке г. городского головы нежелание принимать украинские адреса, г. Михновский оставляет свой адрес у себя и, передав одну лишь пустую папку, при аплодисментах публики, удаляется из зала. Требование о занесении случившегося в протокол было поддержано и черниговским присяжным поверенным г. Шрагом. Когда г. городской голова обратился к публике с угрозой закрыть заседание, то возмущенная происшедшим публика окончательно начала оставлять зал. После заявлений г.г. Михновского и Шрага поочередно подходили делегаты с украинскими адресами и, вручая их по принадлежности, каждый повторял заявление о своем протесте против происшедшего насилия. Сотрудник и представитель "Орловского Вестника" г. Чеботарев, делегат Одесского Литературно-артистического Общества г. Иваненко и еще около десяти представителей различных обществ присоединяются к протесту украинских товарищей, заявив, что в виду происшедшего прискорбного инцидента они не находят возможным читать свои приветствия, хотя последние написаны на русском языке и потому воспрещение их не касается. Странное, чтобы не сказать более, отражение описанный инцидент нашел в передаче некоторых газет ("Приднепровский Край" и "Крым"), представители которых г.г. Духовецкий и Балабуха лично были на празднестве. Рассказы этих господ, слышавших "неописуемый хаос", свистки, стоны, крики, топанье и т п., видевших, как г. Михновский разрывал свой адрес, а остальные украинские делегаты отдавали лишь пустые папки, представляют наивную или злостную выдумку, ничего общего с правдой не имеющую и изображающую все событие в совершенно искаженном виде.[4] |
Володимир Оболенський, російський князь:

| «В Симферополе издавались две маленькие газеты – «Крым» и «Салгир», главным образом занимавшиеся культурой местных сплетен. Редактор-издатель «Крыма», не бездарный, но совершенно спившийся старик Балабуха не брезговал шантажом, за что его испитая физиономия не раз покрывалась синяками. Обе газеты совершенно зачахли от конкуренции издававшегося в Севастополе «Крымского Вестника» – газеты бойкой, имевшей талантливых сотрудников, но пошловатой и совершенно неопределенной в политическом отношении».[5] |
Данило Коломійцев у газеті «Кримський кур'єр», 1903 рік:

| Газета "Крым" (№252), касаясь облетевшего всю Россию известия о мнимой смерти ея редактора, Н.Н. Балабухи, пишет: "кому и ради чего пришло в голову послать эту ложную телеграмму - положительно необъяснимо". В хронике "Крыма" за 12 ноября было сказано, что "обвиняемаго Барскаго защищают прис. пов. гг. Туббе, Карахаш и редактор нашей газеты Балабуха". Так как все эти лица явились в суд к разбору дела, то я 12 ноября послал в "Биржевыя ведомости" и "Новое время" такую телеграмму: Сегодня в окружном суде начался двухдневный разбор трех дел бывшаго сотрудника "Крыма", адвоката Барскаго, который обвиняется в подлоге, обмане и растрате. По одному из этих дел обвинительный приговор кассирован Сенатом и дело разбирается вторично. Барскаго защищают поверенные Туббе, Каракаш и редактор Крыма Балабуха. "Скончался председатель окружного суда Снопко". Телеграмма эта в "Нов. Вр." напечатана правильно, за исключением сообщения о смерти Снопко. Вероятно, в телеграмме это место было как-нибудь перепутано. "Биржевыя ведомости" слово "скончался" отнесли к слову "Балабуха". Таким образом, в этой газете появилось ошибочно известие о смерти г. Балабухи... Это известие по телефону из Петербурга было передано почти во все московския газеты... Как я слышал от самого г. Балабухи, "Моск. Лист." успел напечатать даже некролог... Слышал я также о панихидах... Родных г-ну Балабухе пришлось извещать по телеграфу, что он жив... На дом приходили выражать соболезнование домашним г. Балабухи по случаю смерти главы дома... Словом, поднялась целая суматоха... Мне очень тяжело все это было. Я поспешил по телеграфу сделать разъяснение в "Бирж. вед." [6] |
У заснованому на реальних подіях початку ХХ ст. романі українського письменника Леся Гомона «Голгофа» серед членів комісії Синоду РПЦ, яка прибула з перевіркою до Балтської обителі, згадується «пан магістр богослов'я Балабуха», який змальовується як «великий егоїст», котрий «лише собою та богослов'ям переймається» настільки, що в нього «від надмірної відданості церковним справам зникла чутливість до людського тіла», і якому «не завадило б попостувати». Балабуха бере участь у влаштованому настоятелем обителі бенкеті, після якого комісія робить позитиві висновки.